# Midacritus wagenkechti
Midacritus wagenkechti is een vliegensoort uit de familie Mydidae. De wetenschappelijke naam van de soort is voor het eerst geldig gepubliceerd in 1941 door Reed & Ruiz.
De soort komt voor in Chili.